# Grzymkowice
Grzymkowice [pronunciación en polaco: /ɡʐɨmkɔˈvʲitsɛ/] es un pueblo ubicado en el distrito administrativo de Gmina Białun Rawska, dentro del Distrito de Rawa, Voivodato de Łódź, en Polonia central. Se encuentra aproximadamente a 8 kilómetros al noreste de Białun Rawska, a 22 kilómetros al noreste de Rawa Mazowiecka, y a 74 kilómetros al este de la capital regional Łódź.
El pueblo tiene una población aproximada de 200 habitantes.